# Harpactea sciakyi
Harpactea sciakyi là một loài nhện trong họ Dysderidae.
Loài này thuộc chi Harpactea. Harpactea sciakyi được Carlo Pesarini miêu tả năm 1988.